# Mihail Kogălniceanu nemzetközi repülőtér
A Mihail Kogălniceanu nemzetközi repülőtér (IATA: CND, ICAO: LRCK) Románia egyik nemzetközi repülőtere, amely Mihail Kogălniceanu közelében található. Éves utasforgalma 78 713 fő (2022).

## Légitársaságok és úticélok
| Légitársaság     | Célállomások       |
| ---------------- | ------------------ |
| Turkish Airlines | Istanbul           |
| Wizz Air         | London-Luton, Bécs |

## Futópályák
A repülőtér futópályái:
- 18/36 (3500 m, 45 m, aszfalt)

## Forgalom
Az utasforgalom az elmúlt években az alábbi módon változott:
| Utasok száma | 110 900 | 42 331 | 68 690 | 73 713 | 73 301 | 94 594 | 129 235 | 42 879 | 78 713 | 109 371 |
|              | 2005    | 2007   | 2009   | 2011   | 2013   | 2016   | 2018    | 2020   | 2022   | 2024    |